# Attentat à la bombe de Kulungugu

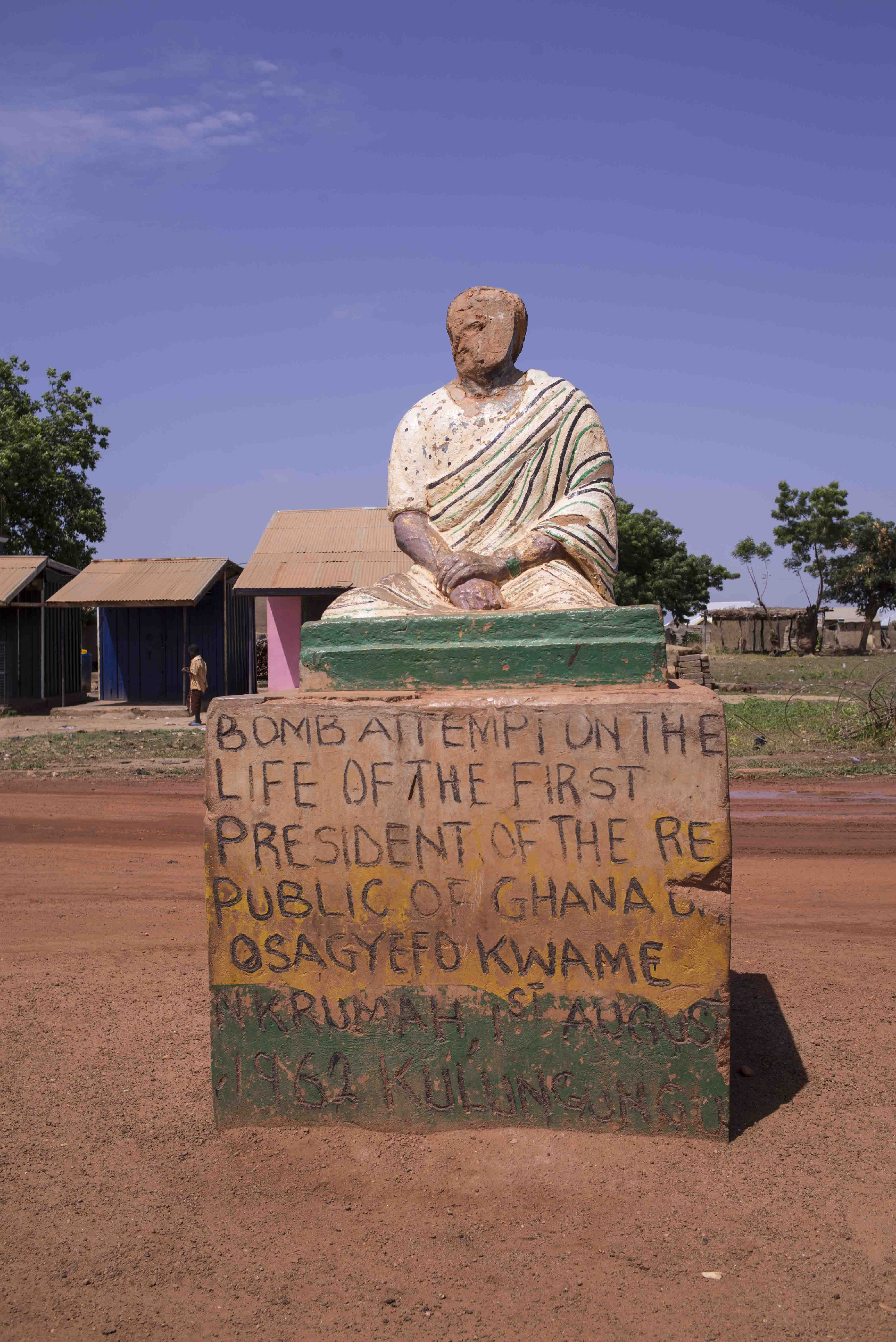
La statue se trouve à l'endroit exact où le premier président du Ghana, Osagyefo Kwame Nkrumah, est attaqué le 1er août 1962.

L'attentat à la bombe de Kulungugu est une tentative d'assassinat ratée contre le président du Ghana Kwame Nkrumah survenue le 1er août 1962 lorsque Kwame Nkrumah s'arrête à Kulungugu (en), un port d'entrée mineur dans le district de Pusiga (en), dans le Haut-Bawku oriental,,, et qu'une bombe visant à le tuer explose.

## Attentat
Nkrumah revient d'une réunion avec le président Maurice Yaméogo à Tenkodogo, en Haute-Volta. La réunion doit avoir pour objectif de signer des documents relatifs à la construction du grand projet hydroélectrique sur la Volta qui va devenir le lac Volta,.
Lors du voyage de retour au Ghana, de fortes pluies causent des difficultés au convoi sur les mauvaises routes du pays. Le convoi présidentiel s'arrête dans une banlieue de Bawku pour saluer les écoliers qui ont salué et aperçu le président. Une écolière, Elizabeth Asantewaa, s'approche du président avec un bouquet de fleurs et est grièvement blessée lorsqu'une bombe explose,. Le président est sauvé par son garde du corps, le capitaine Samuel Buckman, qui plaque instinctivement le président au sol après avoir entendu le tic-tac du chronomètre. Le président et Buckman subissent des blessures sans danger pour leur vie, mais 55 autres personnes sont blessées.
Nkrumah est soigné par un médecin britannique à l'hôpital de Bawku, qui retire les éclats d'obus du dos et du côté du président.
Un mémorial est érigé sur le lieu de l'attentat.

## Conséquences et procès
Nkrumah accuse Tawia Adamafio (en), le ministre de l'Information, de la Radiodiffusion et des Affaires présidentielles, Ako Adjei, le ministre des Affaires étrangères, et H. H. Cofie-Crabbe (en), le secrétaire exécutif du parti de la convention du peuple, d'être derrière le complot d'assassinat. Ils sont emprisonnés en vertu de la loi sur la détention préventive.
Les trois hommes sont acquittés par un tribunal présidé par le juge en chef Arku Korsah, à l'issue d'un procès qui dure un an. Nkrumah fait révoquer Korsah et désigne un nouveau tribunal pour réprimer les trois hommes. Nkrumah choisit personnellement le jury qui reconnait les trois hommes coupables qui sont condamnés à mort. Plus tard, les peines de mort sont commuées en peines de vingt ans de prison.
Après l'éviction de Kwame Nkrumah en 1966, les trois hommes sont libérés par le Conseil de libération nationale (en).